# Comuna Mîhailivka-Rubejivka, Kiev-Sveatoșîn
Mîhailivka-Rubejivka (în ucraineană Михайлівка-Рубежівка) este o comună în raionul Kiev-Sveatoșîn, regiunea Kiev, Ucraina, formată din satele Mîhailivka-Rubejivka (reședința) și Zabucicea.

## Demografie
Componența lingvistică a comunei Mîhailivka-Rubejivka
     Ucraineană (97,54%)
     Rusă (1,94%)
Conform recensământului din 2001, majoritatea populației comunei Mîhailivka-Rubejivka era vorbitoare de ucraineană (97,54%), existând în minoritate și vorbitori de rusă (1,94%).